# 2000 Fold
2000 Fold è il primo album in studio del gruppo musicale statunitense Styles of Beyond, pubblicato il 18 agosto 1998 dalla Bilawn Records.
Il disco è stato ripubblicato il 12 giugno 1999 dalla Ideal Records, la quale, rispetto all'edizione originaria, non contiene i brani Wild Style (Interlude) e Many Styles. Inoltre, i brani Exile (Intro) e Back It Up presentano i nuovi titoli di Intro e Easy Back It Up.

## Tracce

### Edizione del 1998
1. Exile (Intro) – 1:44
2. Styles of Beyond (Style Warz) (feat. DJ Rhettmatic) – 4:51
3. Hollograms (feat. Space Boy Boogie X) – 3:50
4. Dangerous Minds – 2:45
5. Spies Like Us (feat. Emcee 007) – 3:42
6. Winnetka Exit – 4:06
7. Muuvon – 3:56
8. Wild Style (Interlude) – 0:12
9. Back It Up – 2:59
10. Survival Tactics – 3:38
11. Skullyanamayshun – 2:20
12. Part II (Endangered) (feat. Simon James) – 3:03
13. Gollaxowelcome – 4:31
14. Click Beat Box (Interlude) (feat. Click Tha Supah Latin) – 0:47
15. Many Styles (feat. DJ Revolution) – 4:43
16. Killer Instinct (feat. Divine Styler) – 4:04
17. 2000 Fold – 4:59
18. Come Out Your Frame (Interlude) (feat. DJ Rhettmatic) – 1:30
19. Marco Polo (feat. Emcee 007) – 4:04
20. Outro – 0:30

### Riedizione del 1999
1. Intro – 1:58
2. Styles of Beyond (Style Warz) (feat. DJ Rhettmatic) – 4:52
3. Hollograms (feat. Space Boy Boogie X) – 3:51
4. Dangerous Minds – 2:49
5. Spies Like Us (feat. Emcee 007) – 3:40
6. Winnetka Exit – 4:15
7. Muuvon – 4:04
8. Easy Back It Up – 3:13
9. Survival Tactics – 3:39
10. Skullyanamayshun – 2:24
11. Part II (Endangered) (feat. Simon James) – 3:11
12. Gollaxowelcome – 4:42
13. Click Beat Box (Interlude) (feat. Click Tha Supah Latin) – 1:12
14. Killer Instinct (feat. Divine Styler) – 4:02
15. 2000 Fold – 4:56
16. Come Out Your Frame (Interlude) (feat. DJ Rhettmatic) – 1:30
17. Marco Polo (feat. Emcee 007) – 3:59
18. Outro – 1:19